# Klaus-Peter Weinhold
Klaus-Peter Weinhold (* 27. August 1953 in Gießen) ist ein ehemaliger deutscher Volleyballspieler und evangelischer Theologe.

## Volleyballkarriere
Klaus-Peter Weinhold spielte in den 1960er und den frühen 1970er Jahren in seiner Heimat beim CVJM Gießen und später beim Bundesligisten USC Gießen. 1974 wechselte er zum Ligakonkurrenten Hamburger SV, mit dem er 1976 und 1977 Deutscher Meister und 1977 DVV-Pokalsieger wurde.  Nach dem Abstieg des HSV 1979 spielte Klaus-Peter Weinhold noch zwei Jahre in der 2. Bundesliga, wo ihm 1981 der Wiederaufstieg gelang. Danach war er neun Jahre Spielertrainer beim schleswig-holsteinischen Landesligisten Fortuna Glückstadt.
Klaus-Peter Weinhold spielte 56-mal für die Deutsche A-Nationalmannschaft.

## Laufbahn als Theologe
Klaus-Peter Weinhold studierte evangelische Theologie  von 1972 bis 1974 an der Philipps-Universität Marburg und danach bis 1978 an der Universität Hamburg. Nach einem Vikariat bei der Nordelbischen Evangelisch-Lutherischen Kirche war er von 1981 bis 1990 Gemeindepfarrer in Glückstadt. Von 1990 bis 2005 war er „Sportpfarrer“ der EKD. Ab Februar 2005 war er Pfarrer der deutschsprachigen Gemeinde in Palma. Von 2013 bis 2018 war er Pfarrer der Gemeinden Ahlbeck, Bansin und Heringsdorf auf Usedom.